# سرآغازسگ
سرآغازسگ (نام علمی: Oxetocyon cuspidatus) نام یک گونه از زیرخانواده سگ‌های استخوان‌شکن است.